# 바그다드 공방전 (1258년)
바그다드 공방전은 1258년 바그다드에서 일어난 공방전이며, 1258년 1월 29일부터 2월 10일까지 13일간 지속되었다. 일 칸국의 몽골군과 그 동맹군은 당시 아바스 칼리파국의 수도이던 바그다드의 포위, 점령, 약탈에 관여하였다. 바그다드의 거주민 대부분은 학살당하였으며, 수십 만 명으로 추정한다. 몽골군은 몽케 칸 카간의 형제인 훌라구 칸의 지휘 하에 있었으며, 몽케 칸은 메소포타미아까지 영토를 늘릴 작정이었지만 아바스 칼리파국을 곧바로 전복시킬 의도는 없었다. 그럼에도 그는 훌라구에게 아바스의 칼리프 알무스타심이 그에게 제시한 카간에 대한 복종과 페르시아의 몽골군에 대한 군사적 지원 형태의 조공을 바치라는 제안을 거부할 시에 바그다드를 공격하라 명령을 내렸었다.
훌라구는 니자리 이스마일리의 페르시아에 있는 요새들에 대한 군사 활동에 착수하여 알라무트를 장악했다. 그 뒤에 그는 바그다드로 진격하여, 몽케가 아바스 측에 제시한 요건들을 알무스타심이 받아들일 것을 요구하였다. 아바스 왕조 측이 몽골의 침입에 대비를 못했음에도, 칼리프 측에서는 바그다드가 침략군에 함락될 수 없을 것이라 믿었고 항복을 거부하였다. 훌라구는 그 뒤에 바그다드를 포위하여, 12일 만에 항복을 받아냈다.
항복이 일어나고 일주일 동안, 몽골군은 바그다드를 약탈하였고, 수 많은 잔혹한 행위들을 저질렀다. 역사가들은 아바스 왕조의 수 많은 도서관들과 서적들의 파괴 정도에 대해서 추정을 하지 못하고 있다. 몽골군은 알무스타심을 처형하였고 도시의 여러 거주민들을 학살하였으며, 이에 따라 엄청난 인구 감소가 벌어졌다. 이 공방전으로 칼리프들이 이베리아반도에서 신드주까지 자신들의 지배력을 팽창하였고, 또한 다양한 분야의 많은 문화적 성과들이 일어났던 이슬람의 황금기가 종료되었다.

## 배경
바그다드는 무함마드의 숙부인 아바스의 후손들이 지배자들로 있는, 세 번째 칼리프 왕조 아바스 칼리파국의 수 세기 동안 수도로 있었다. 751년에, 아바스 왕조의 일가가 우마이야 왕조를 전복시키고 칼리프의 거처를 다마스쿠스에서 바그다드로 옮겨왔다. 바그다드가 번영의 정점에 다다랐을 때, 인구가 거의 백만 명에 육박했고 60,000명의 병사가 도시를 지키고 있었다. 13세기 중엽 쯤에 아바스 왕조의 힘이 쇠퇴하였고 튀르크 및 맘루크의 군벌들이 흔히 칼리프들에 대하여 권력을 행사하였다.
바그다드는 여전히 대단한 상징적 중요성을 유지하고 있었고, 부유함과 문화의 도시로서 남아 있었다. 12세기와 13세기의 칼리프들은 동방의 팽창하고 있던 몽골 제국과 관계 발전을 하고 있었다. 1180년부터 1225년까지 재위한 칼리프 안나시르 일디니일라흐는 화레즘의 무함마드 2세가 아바스 왕조를 위협했을 당시 칭기즈 칸과 동맹을 시도했을 것이다. 일부 십자군 포로들이 몽골의 칸에게 조공으로서 보내졌을 가능성도 있다.
'몽골비사'에 따르면, 칭기즈 칸과 그의 후계자, 오고타이 칸은 휘하 장군인 초르마칸에게 바그다드를 공격하라 지시했다고 한다. 1236년, 초르마칸은 아바스의 지배 하에 있던 아르빌로 몽골군 한 개 사단을 이끌고 갔다. 뿐만 아니라 아르빌 및 그 외 지역들에 대한 약탈 행위는 거의 매년 정기적으로 일어나게 되었다. 일부 약탈은 바그다드에 이르게 되었다고도 하며, 그렇지만 이 몽골군의 침입은 항상 성공적인 것은 아니였고, 아바스 병력이 1238년에 그리고 1245년에 침입을 격퇴시키기도 했다.
이러한 방어 성공에도, 아바스 왕조는 몽골군과 강화를 맺고 싶어했고 1241년경에 몽골의 칸 궁정에 매년마다 공물을 보내는 행위를 받아들였다. 칼리프가 보내온 사절단은 1246년의 귀위크 칸의 대관식 그리고 1251년의 몽케 칸의 대관식에 참석했었다. 짧은 재위 기간 동안, 귀위크 칸은 칼리프 알무스타심이 완전하게 몽골의 지배에 굴복하고 직접 카라코룸에 와야한다 주장하였다. 카간들은 칼리프의 제의 거절 및 몽골의 커져가던 세력 확장에 대한 아바스 왕조의 저항에 대해서 바이주 노얀의 탓으로 돌렸다.

## 훌라구의 군사 활동

### 계획
1257년, 몽케는 메소포타미아, 시리아, 페르시아에 완전한 지배권을 확립하고자 결심하였다. 그는 형제인 훌라구에게 일 칸국과 그 병력에 대한 권한과 아바스 칼리파국을 포함한 여러 이슬람 국가들을 복속시키라는 지시를 부여하였다. 그렇지만 알무스타심 정권의 전복을 바라지 않던 몽케는 알무스타심이 훌라구에 직접 항복하고, 페르시아의 이스마일파 국가들에 대한 군사 활동에 훌라구의 병력으로 동원될 군사 파견 형태의 조공을 바치라는 제안들을 거부할 시에만 바그다드를 파괴하라 명령하였다.
침공 준비 과정에서, 훌라구는 대규모 원정 병력을 모집하였는데, 몽골 제국 전역에 있는 징병 연령의 남성 중 10분의 1을 징집하였고, 아마 가장 대규모의 몽골 병력을 한 데 모았으며 한 추정에 따르면 150,000명에 이른다. 이 병력들의 지휘관에는 오이라트족의 통치자 아르군 아카, 바이주, 부카 테무르, 구오 칸, 키트부카 그리고 훌라구의 형제인 수니타이를 비롯해 여러 군주들이 있었다. 몽골군은 또한 아르메니아 왕과 그의 병력들, 안티오키아 공국의 프랑크인 부대, 수십 년 전 호라즘의 샤가 자신들의 수도 티플리스를 약탈한 것에 대해 이슬람교인 아바스에 복수를 하려던 조지아의 병력 등 기독교인들의 병력도 포함하였다. 약 1,000명의 중국인 공성 기술자들이 이 병력에 동행하였고, 동시대 페르시아 출신의 관찰가인 아타 말릭 주베이니에 따르면 페르시아와 튀르크의 보조병들도 함께 했다고 한다.

### 초기 군사 활동
훌라구는 병력들을 먼저 페르시아로 이끌고 가서, 루르인, 부하라, 그리고 화레즘샤 왕조의 잔당들에 대한 성공적인 군사 활동을 펼쳤다. 이 지역들을 복속시킨 뒤, 훌라구는 니자리 이스마일파들과 이들의 수장 알라 알딘 무함마드에게 관심을 돌렸으며, 알라 알딘 무함마드는 몽케 그리고 훌라구의 친우이자 부하인 키트부카 등 두 명을 살해 시도를 했었다. 아사신 교단의 이 두 명 암살을 실패했음에도, 훌라구는 아사신의 강력한 요새인 알라무트로 군대를 진격시켰고, 함락시켜냈다. 몽골군은 이후에 알라 알딘 무함마드의 뒤를 이어 1255년부터 1256년까지 짧은 기간 아사신의 수장이었던 루큰 알딘 쿠르샤를 처형하였다.

## 바그다드 점령

### 훌라구의 바그다드 진격
아사신들에게 승리를 거둔 뒤, 훌라구는 알무스타심에게 서신을 보내, 몽케가 제시한 조건들을 승낙하라 요구하였다. 알무스타심은 그의 조언자이자 최고 재상인 이븐 알알카미의 영향력으로 인해 거절하였다. 역사가들은 항복에 대한 알알카미의 반대의 여러 동기들을, 불신과 무능 때문이라 생각한다. 그 원인이 무엇이었던 간에, 그는 몽골군의 침입이라는 심각성에 대해 칼리프를 잘못 인도하였고 칼리프의 수도가 위험에 빠지면 이슬람 세계가 도우러 올 것이라는 것을 알무스타심에게 장담한 것으로 보인다.
훌라구가 협상을 중단할 만큼 위협적이고 공격적이라고 생각하는 방식으로 그의 요구에 답했음에도, 알무스타심은 바그다드 so 가용 병력을 보충할 병력을 소집하는 것을 등한시하였다. 또한 그는 성벽을 강화하는 행위도 하지 않았다. 1월 11일경 몽골군은 도시에 근접하였고, 티그리스강 양쪽 강변에 터를 잡아 도시 주변을 에워쌌다. 알무스타심은 마침내 이들과 맞서 싸우기로 결정하고 몽골군을 공격하러 기병 2만 명을 보냈다. 아바스의 기병들은 몽골군에 완패하였고, 몽골 측의 공병들은 티그리스강을 따라 형성된 수로에 구멍을 뚫어 아바스 병력 후방의 지반을 범람시켜 이들이 갇히게 하였다.

### 공방전

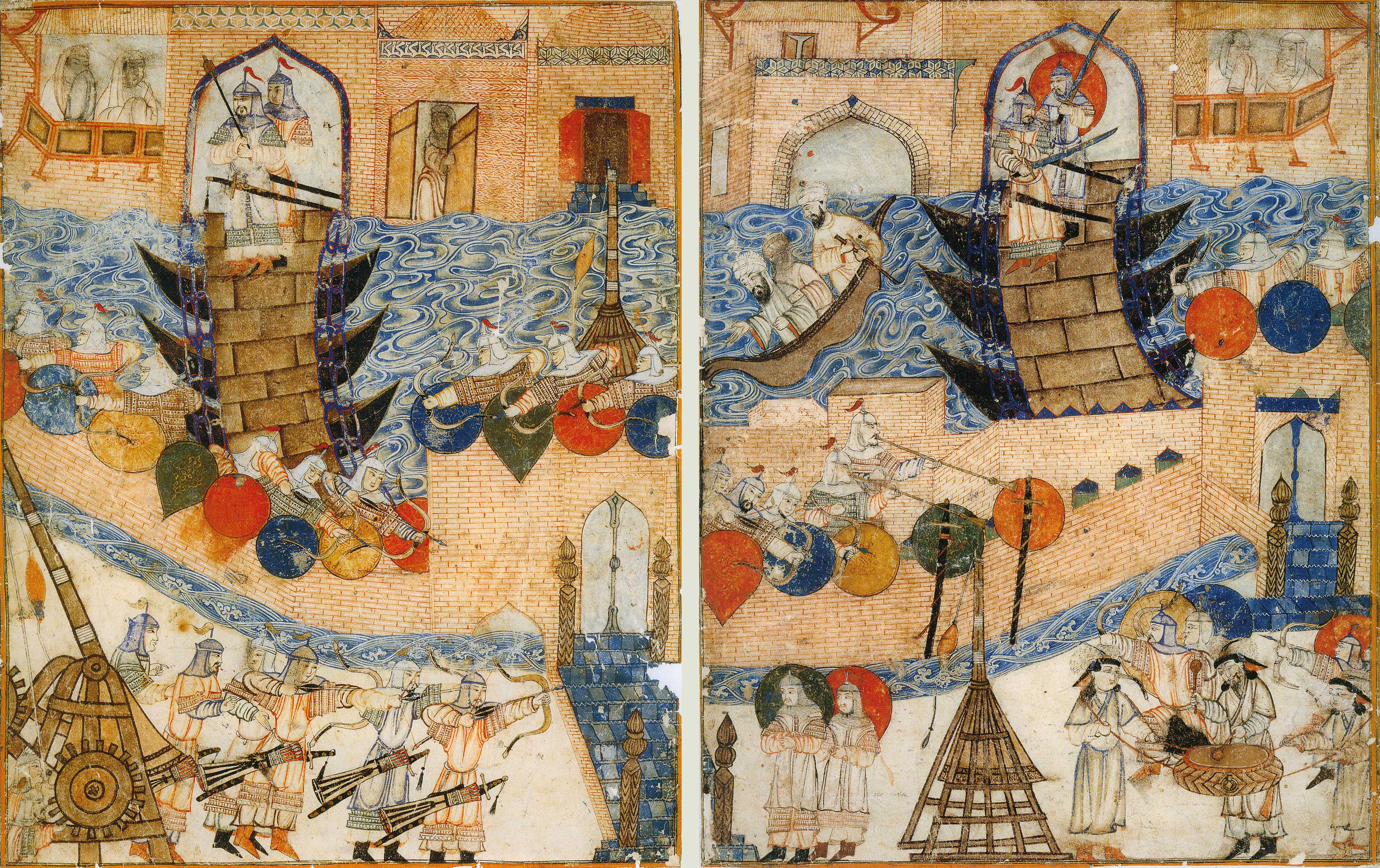
바그다드를 포위하는 훌라구 군대에 대한 페르시아 측 묘사 (14세기). 공성 장비를 사용한다는 점을 주목

아바스 칼리파 측은 자신들의 수도 방어를 위해알무스타심 휘하의 기병 20,000명을 포함해 군사 50,000명을 동원했을 것이다. 그럼에도 이 병력은 급하게 소집되어, 장비 및 훈련이 부실하였다. 칼리프가 형식 상으로는 그의 영토를 지키기 위해 다른 이슬람 제국들의 병력을 동원할 수 있는 권한을 갖기는 했으나, 그는 도외시하거나 그러한 능력이 부족하였다. 그의 조롱당할 만한 저항은 각자 방비를 위해 분주했던 맘루크, 그리고 그가 지원을 해줬던 시리아의 에미르들의 충성심을 상실하게 했다.
1월 29일에, 몽골군은 도시 주변으로 말뚝을 세우고 해자를 세우며 바그다드 포위를 개시하였다. 공성 장비와 투석기를 동원한 몽골군은 도시 성벽을 돌파하려 시도했고, 2월 5일 쯤에, 방어 시설의 상당 부분을 점거해냈다. 자신의 병력들이 성벽을 탈환할 기회가 희박해진 것을 깨달은 알무스타심은 훌라구와 협상을 시도하려 했으나, 훌라구는 칼리프의 제안을 퇴짜놓았다. 바그다드의 유력 인사 3,000여 명 역시도 훌라구와 협상을 시도했으나 살해당하고 말았다. 5일 뒤인, 2월 10일에 도시는 항복하였으나, 몽골군은 13일까지 도시에 진입하지 않다가 일주일간의 학살과 파괴를 시작하였다.

## 파괴

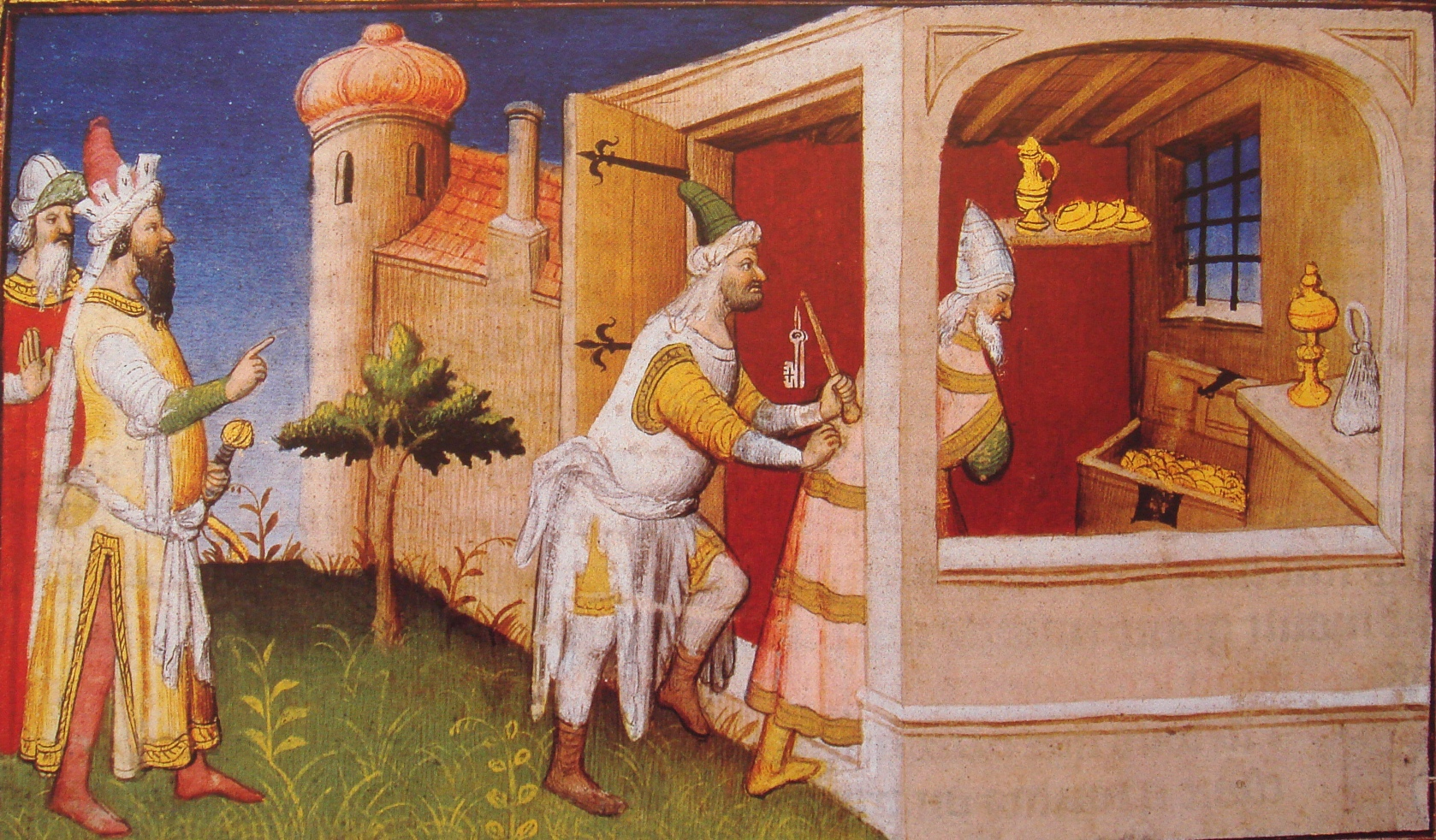
보물들 속에서 굶어 죽도록 칼리프 (알무스타심)를 가두는 훌라구 (왼쪽). 15세기의 'Le livre des merveilles'에 묘사된 모습

많은 사료들은 몽골 정복자들의 잔혹성에 대해 상세히 기술하고 있다. 바그다드는 수십 년간 인구가 급감하였고, 황폐화된 도시이었고 과거의 영광의 일부를 서서히 회복했을 뿐이었다.
동시대 기록물들은 몽골군 병사들이 약탈을 벌이고, 그 뒤에 모스크, 궁전, 도서관, 병원 시설들을 파괴했다고 전한다. 바그다드의 36개에 달하는 공공 도서관들의 값어치 없던 서적들을 해체되어, 약탈자들은 샌들처럼 자신들의 가죽 덮개로 사용하였다. 수 세대에 걸쳐 일궈진 대규모 건물들은 불에 탔다. 수 없이 귀중한 역사적 기록물들과 의학에서부터 천문학에 이르는 주제들에 대한 서적들을 소장하던 지혜의 집 (바그다드 대도서관)도 파괴되었다. 살해당한 과학자들과 철학자들의 피로 붉어진 티그리스강이 흘렀다는 주장들이 있기도 하였다. 서적에 대한 폭력성의 모습들은 14세기에 등장하는데, 티그리스강으로 던져진 책들 때문에 티그리스강이 잉크의 검은색으로 바뀌었다는등 서적 파괴에 대한 이야기는 16세기부터 생긴 것으로 보인다. Michal Biran은 이 이야기가 몽골의 야만성을 표현하기 위한 문학적 비유일 것이라 주장하였다.
바그다드 거주민들은 탈출을 시도했으나, 몽골 병사들에게 가로막혀 대규모로 학살당했으며, 살아남은 이는 없었고, 심지어 어린 아이들도 마찬가지였다. Martin Sicker는 90,000명에 가까운 이들이 사망했다고 하였다. 1262년에 몽골 측은 프랑스의 루이 9세에게 자신들이 바그다드에서 2백만 명을 살해했다고 자랑하였는데, 분명히 과장된 수치일 것이다.
칼리프인 알무스타심은 생포되어 그의 백성들이 살해당하고 그의 보물들이 약탈당하는 것을 지켜보게 하였다. 대부분의 기록들에 따르면, 칼리프는 짓밟혀 죽었다고 한다. 몽골인들은 칼리프를 양탄자에 싼 다음, 말을 끌고 그 위에 올라가 짓밟히게 하였는데, 몽골인들은 왕족의 피가 땅에 닿을 시에 대지가 분노한다고 믿었기 때문이었다.
훌라구는 주둔지를 바그다드 쪽의 맞바람이 치는 것으로 옮겨야만 했는데, 파괴된 도시에서부터 날라오는 부패 악취 때문이었다.
역사가 데이비드 모건은 바그다드 파괴를 묘사하는 데 있어 와사프 (1265년 출생으로, 바그다드 파괴가 일어난 지 7년 후에 태어났다)를 인용하였다: "굶주린 매가 비둘기를 공격하거나, 맹렬한 늑대 무리가 양을 공격하듯이 몽골인들은 말 고삐를 늘어트리고 수치심 없는 얼굴로 도시를 휩쓸었으며, 살인을 벌이고 공포심을 퍼트렸다...황금으로 만들어지고 보석들이 장식된 침구류들은 칼로 조각나 갈기갈기 찢겼다. 거대한 하렘의 장막 뒤로 숨은 이들은 거리와 골목으로 끌어당겨져...하나씩 하나씩, 노리개가 되었다...침입자들의 손에 바그다드인들은 사망하였다."
일부 현대 역사가들은 과한 반몽골적인 중세 사료들에 대해 의심을 표하고 있다. 예시로 George Lane (SOAS)은 몽골인들이 바그다드 대도서관를 파괴했다는 것에 대해 나시르 알딘 투시 같은 몽골 지휘관의 학식있는 인물들이 이를 허용하지 않았을 거라는 점과 질병이 대규모 사망 원인이라며 의문을 제기하였다. 1차 자료들은 투시가 수천 권의 서적들을 지켜내 마라게에 있는 한 건물로 옮겼다고 전한다.

### 농업 쇠퇴의 원인
일부 역사가들은 몽골의 침입이 수천 년간메소포타미아를 유지해온 관개 시설의 대부분을 파괴했다고 믿는다. 관개 수로들은 군사적 전략 일환으로 끊겼고 수리되지 못하였다. 이에 따라 많은 사람들이 죽거나 떠나서 관개 시설을 유지할 충분한 인력이나 조직을 갖추지 못하였고 고장나거나 토사가 쌓이고 말았다. 이 이론은 2000년 서적 'A History of Inner Asia.'에서 역사가 스바트 소우체크가 제시한 것이다(그가 처음인 것은 아니다).
다른 역사가들은 농업 쇠퇴의 주요 원인으로 염류집적을 제시한다.

## 여파
훌라구는 바그다드 재건을 위해 후방에 몽골 병력 3,000명을 남겨두었다. 아타 말릭 주베이니는 이후에 구오 칸이 쿠빌라이의 송나라 정복을 돕기 위해 원나라로 돌오가자 바그다드, 하 메소포타미아, 후제스탄의 총독이 되었다. 훌라구의 정교회 교도 아내인, 도쿠즈 카툰은 바그다드의 기독교도 거주민들의 목숨을 구하기 위해 중재를 해냈다. 훌라구는 네스토리우스 가톨리코스 마르 마키카에게 왕궁을 수여했고, 그를 위해 성당을 지으라 명령하였다.
초기에, 바그다드 함락은 이슬람 세계 전체에 충격으로 다가왔다. 하지만 많은 시간이 흐른 뒤, 바그다드는 점차 경제 중심지가 되었고 국제 무역, 화폐 주조, 종교 업무가 번성하였다. 몽골의 고위 다루가치가 그 이후에 바그다드에 상주했다.
칭기즈 칸의 손자로 1252년에 이슬람교로 개종한 베르케는 훌라구가 바그다드를 파괴한 것에 분노하였다. 무슬림 역사가 라시드 알딘 하마다니는 베르케 칸이 다음의 서신을 몽케 칸에게 보내며, (몽케가 중국에서 사망한 것을 모르고) 바그다드 공격을 항의한 것에 대해 인용하였다: "그 (훌라구)는 무슬림들의 모든 도시들을 약탈하였습니다. 신의 도움으로 저는 너무나 많은 무고한 피에 대해 책임을 물을 것입니다."
처음에는 몽골 형제인 훌라구와 전쟁을 하는 것에 대해 주저했음에도, 킵차크 칸국의 경제적 상황이 일 칸국과 전쟁을 선포하도록 이끌었다. 이 분쟁은 베르케-훌라구 전쟁으로 알려져 있다.

## 같이 보기
- 바그다드 공방전 (1157년)
- 아바스 건축
- 바그다드의 역사
- 이슬람 황금 시대
- 염류집적
- 맘루크 술탄국

### 인용
1. 1 2  Khanbaghi, 60
2. 1 2 3  Demurger, 80–81; Demurger 284
3. ↑  John Masson Smith, Jr. Mongol Manpower and Persian Population, p. 276
4. ↑  Justin Marozzi, Baghdad: City of Peace, City of Blood--A History in Thirteen Centuries (2014) ch 4, 5.
5. 1 2  Jack Weatherford Genghis Khan and the making of the modern world, p. 135
6. ↑  Jack Weatherford  Genghis Khan and the making of the modern world, p. 136
7. ↑  Sh.Gaadamba Mongoliin nuuts tovchoo (1990), p. 233
8. ↑  Timothy May Chormaqan Noyan, p. 62
9. ↑  Al-Sa'idi,., op. cit., pp. 83, 84, from Ibn al-Fuwati
10. 1 2  C. P. Atwood Encyclopedia of Mongolia and the Mongol Empire, p. 2
11. ↑  Spuler, op. cit., from Ibn al-'Athir, vol. 12, p. 272.
12. ↑  “Mongol Plans for Expansion and Sack of Baghdad”. 《alhassanain.com》. 2012년 4월 26일에 원본 문서에서 보존된 문서.
13. ↑  Giovanni, da Pian del Carpine (translated by Erik Hildinger) The story of the Mongols whom we call the Tartars (1996), p. 108
14. ↑  “Wednesday University Lecture 3”. 《depts.washington.edu》. 2018년 5월 1일에 확인함.
15. ↑  “European & Asian History”. 《telusplanet.net》. 2016년 3월 4일에 원본 문서에서 보존된 문서. 2012년 9월 8일에 확인함.
16. ↑  Rashiddudin, Histoire des Mongols de la Perse, E. Quatrieme ed. and trans. (Paris, 1836), p. 352.
17. ↑  L. Carrington Goodrich (2002). 《A Short History of the Chinese People》 illurat판. Courier Dover Publications. 173쪽. ISBN 0-486-42488-X. 2011년 11월 28일에 확인함. In the campaigns waged in western Asia (1253–1258) by Jenghis' grandson Hulagu, "a thousand engineers from China had to get themselves ready to serve the catapults, and to be able to cast inflammable substances." One of Hulagu's principal generals in his successful attack against the caliphate of Baghdad was Chinese.
18. ↑  Zaydān, Jirjī (1907). 《History of Islamic Civilization, Vol. 4》. Hertford: Stephen Austin and Sons, Ltd. 292쪽. 2012년 9월 16일에 확인함.
19. 1 2 3 4  Davis, Paul K. (2001). 《Besieged: 100 Great Sieges from Jericho to Sarajevo》. New York: Oxford University Press. 67쪽.
20. ↑  Nicolle
21. ↑  James Chambers, "The Devil's Horsemen," p. 144.
22. ↑  Fattah, Hala. 《A Brief History of Iraq》. Checkmark Books. 101쪽.
23. ↑  James Chambers, The Devil's Horsemen, Weidenfeld and Nicolson, London, ç1979, p.145
24. ↑  Guy Le Strange, Baghdad During the Abbasid Caliphate, Clarendon Press, Oxford, ç1901, p.344
25. ↑  Timothy Ward, The Mongol Conquests in World History, Reakton Books, London, ç2012, p.126
26. ↑  Murray, S.A.P. (2012). The library: An illustrated history. New York: Skyhorse Publishing, pp. 54.
27. ↑  Frazier, I., "Invaders: Destroying Baghdad," New Yorker Magazine, [Special edition: Annals of History], April 25, 2005, Online Issue 보관됨 2018-06-12 - 웨이백 머신
28. ↑  Szczepanski, Kallie. "How the Mongols Took Over Baghdad in 1258." ThoughtCo. https://www.thoughtco.com/the-mongol-siege-of-baghdad-1258-195801  (accessed February 10, 2021).
29. ↑  James Raven, Introduction: The Resonances of Loss, in Lost Libraries: The Destruction of Great Book Collections since Antiquity, ed. James Raven (New York: Palgrave Macmillan, 2004), p. 11.
30. ↑  Ibn Khaldūn, Tārīkh Ibn Khaldūn, ed. Khalīl Shaḥḥadāh (Beirut: Dār al-Fikr, 2000), p. 5:613.
31. ↑  Biran, Michal (2019년 3월 18일). “Libraries, Books, and Transmission of Knowledge in Ilkhanid Baghdad”. 《Journal of the Economic and Social History of the Orient》 62 (2–3): 464–502. doi:10.1163/15685209-12341485. S2CID 167078796 – Brill 경유.
32. ↑  (Sicker 2000, p. 111)
33. ↑  Rene Grousset, The Empire of the Steppes, Rutgers University Press, New Brunswick, ç1970 p.356
34. ↑  Peter Jackson, The Mongols and the Islamic World-from Conquest to Conversion, Yale University Press, New Haven, 2017, pp. 171, 172.
35. ↑  Henry Howorth, History of the Mongols from the 9th to the 19th Century, Part I, Burt Franklin, New York, ç1876, p. 127
36. ↑  Marozzi, Justin (2014년 5월 29일). 《Baghdad: City of Peace, City of Blood》. Penguin Books. 176–177쪽. ISBN 978-0-14-194804-1.
37. ↑  Michal Biran, The Mongols’ Middle East, ed. De Nicola & Melville, Brill, Boston, 2016 pp. 140–141
38. ↑  George Lane (Society of Ancient Sources), Iran After the Mongols: The Idea of Iran, Vol.8, ed. S. Babaie, I.B. Tauris, London,  ç2019, pp. 17–18
39. ↑  Ibn Taymiyyah, Majmū’ al-Fatāwa (Dār al-Wafā’, 2005), p. 13:111.
40. ↑  Khạlīl b. Aybak al-̣Safadī, Kitāb al-Wāfī bi’l-Wafayāt (Beirut: Dār Ihyā’ al-Turāth al-Islāmī, 2000), p. 1:147, #114.
41. ↑  Abdulhadi Hairi, "Nasir al-Din Tusi-His Supposed Political Role in the Mongol Invasion of Baghdad", Islamic Studies-Univ. of Montreal, ç1968
42. ↑  “Saudi Aramco World : The Greening of the Arab East: The Planters”. 《saudiaramcoworld.com》. 2006년 1월 25일에 원본 문서에서 보존된 문서. 2006년 2월 3일에 확인함.
43. ↑  Maalouf,  243
44. ↑  Foltz, 123
45. ↑  Coke, Richard (1927). 《Baghdad, the City of Peace》. London: T. Butterworth. 169쪽.
46. ↑  Kolbas, Judith G. (2006). 《The Mongols in Iran: Chingiz Khan to Uljaytu, 1220–1309》. London: Routledge. 156쪽. ISBN 0-7007-0667-4.
47. ↑  Johan Elverskog (2011년 6월 6일). 《Buddhism and Islam on the Silk Road》. University of Pennsylvania Press. 186–쪽. ISBN 978-0-8122-0531-2.

### 참고 문헌 및 추가 서적 자료
- Amitai-Preiss, Reuven. 1998. Mongols and Mamluks: The Mamluk-Ilkhanid War, 1260–1281 (first edition). Cambridge: Cambridge University Press.  ISBN 0-521-46226-6.
- Demurger, Alain. 2005. Les Templiers. Une chevalerie chrétienne au Moyen Âge. Éditions du Seuil.
- ibid. 2006. Croisades et Croisés au Moyen-Age. Paris: Groupe Flammarion.
- Falagas, Matthew E., Effie A. Zarkadoulia, and George Samonis. "Arab science in the golden age (750–1258 CE) and today." The FASEB Journal 20.10 (2006): 1581-1586. online 보관됨 2023-06-02 - 웨이백 머신
- Fancy, Nahyan, and Monica H. Green. "Plague and the Fall of Baghdad (1258)." Medical history 65.2 (2021): 157-177. online
- Hassan, Mona F.   "Loss of caliphate: The trauma and aftermath of 1258 and 1924" (PhD dissertation, Princeton University; ProQuest Dissertations Publishing, 2009. 341296).
- Howorth, Henry. History of the Mongols (1888) 3:113 to 133. online

- Khanbaghi, Aptin. 2006. The fire, the star, and the cross: minority religions in medieval and early modern Iran. London: I. B. Tauris.

- Marozzi, Justin. Baghdad: City of Peace, City of Blood--A History in Thirteen Centuries (2014) ch 5. excerpt

- Morgan, David. 1990. The Mongols. Boston: Blackwell.  ISBN 0-631-17563-6.
- Neggaz, Nassima. "The falls of Baghdad in 1258 and 2003: A study in Sunnī-Shī'ī clashing memories" (PhD dissertation,    Georgetown University; ProQuest Dissertations Publishing,  2013. 3606870).
- Nicolle, David, and Richard Hook (illustrator). 1998. The Mongol Warlords: Genghis Khan, Kublai Khan, Hulegu, Tamerlane. London: Brockhampton Press. ISBN 1-86019-407-9.
- Saunders, J.J. 2001. The History of the Mongol Conquests. Philadelphia: University of Pennsylvania Press. ISBN 0-8122-1766-7.
- Sicker, Martin. 2000. The Islamic World in Ascendancy: From the Arab Conquests to the Siege of Vienna. Westport, Connecticut: Praeger. ISBN 0-275-96892-8.
- Souček, Svat. 2000. A History of Inner Asia. Cambridge: Cambridge University Press, ISBN 0-521-65704-0.

- Wu. Pai-nan Rashid. "The Fall of Baghdad and the Mongol Rule in Al-Iraq, 1258-1335' (PhD dissertation, U of Utah, 1974)

### 1차 자료
- Gilli-Elewy, Hend. "Al-awādi al-ğāmia: A Contemporary Account of the Mongol Conquest of Baghdad, 656/1258." Arabica 58.5 (2011): 353-371.